# Загородский конец

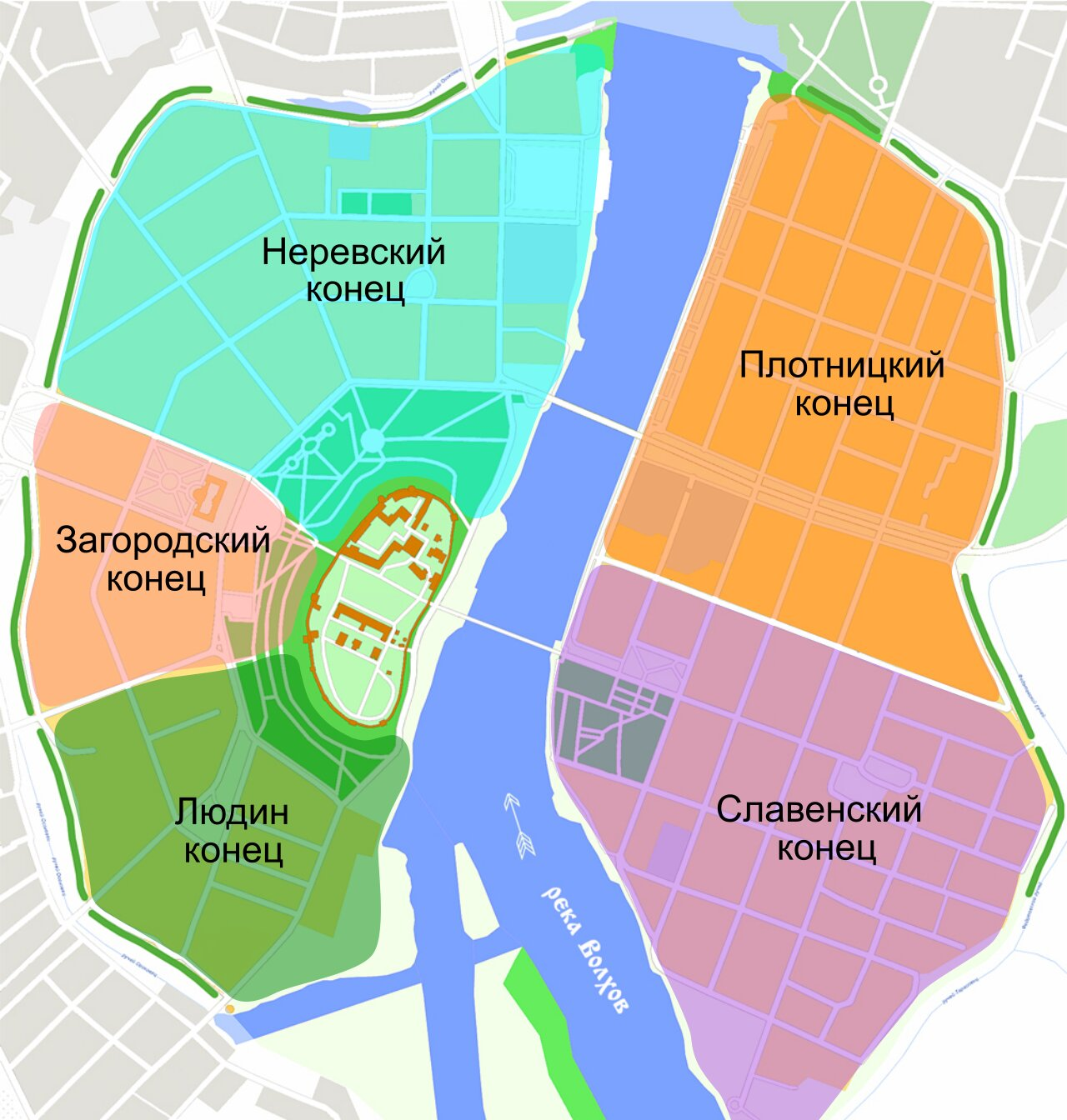
Исторический центр Великого Новгорода

Загородский конец — один из пяти концов (районов) древнего Новгорода.

## История
К XIII веку пространство между Неревским и Людиным концами получает название «загородья» и впоследствии приобретает статус Загородского конца.
Как и в других городских концах, общественно значимые вопросы решались горожанами на вече, но о том, где собиралось вече Загородского конца, ничего не известно.

## Памятники архитектуры
- Церковь Двенадцати Апостолов на Пропастех
- Церковь Михаила Архангела на Прусской улице